# Elektrothek Osterath

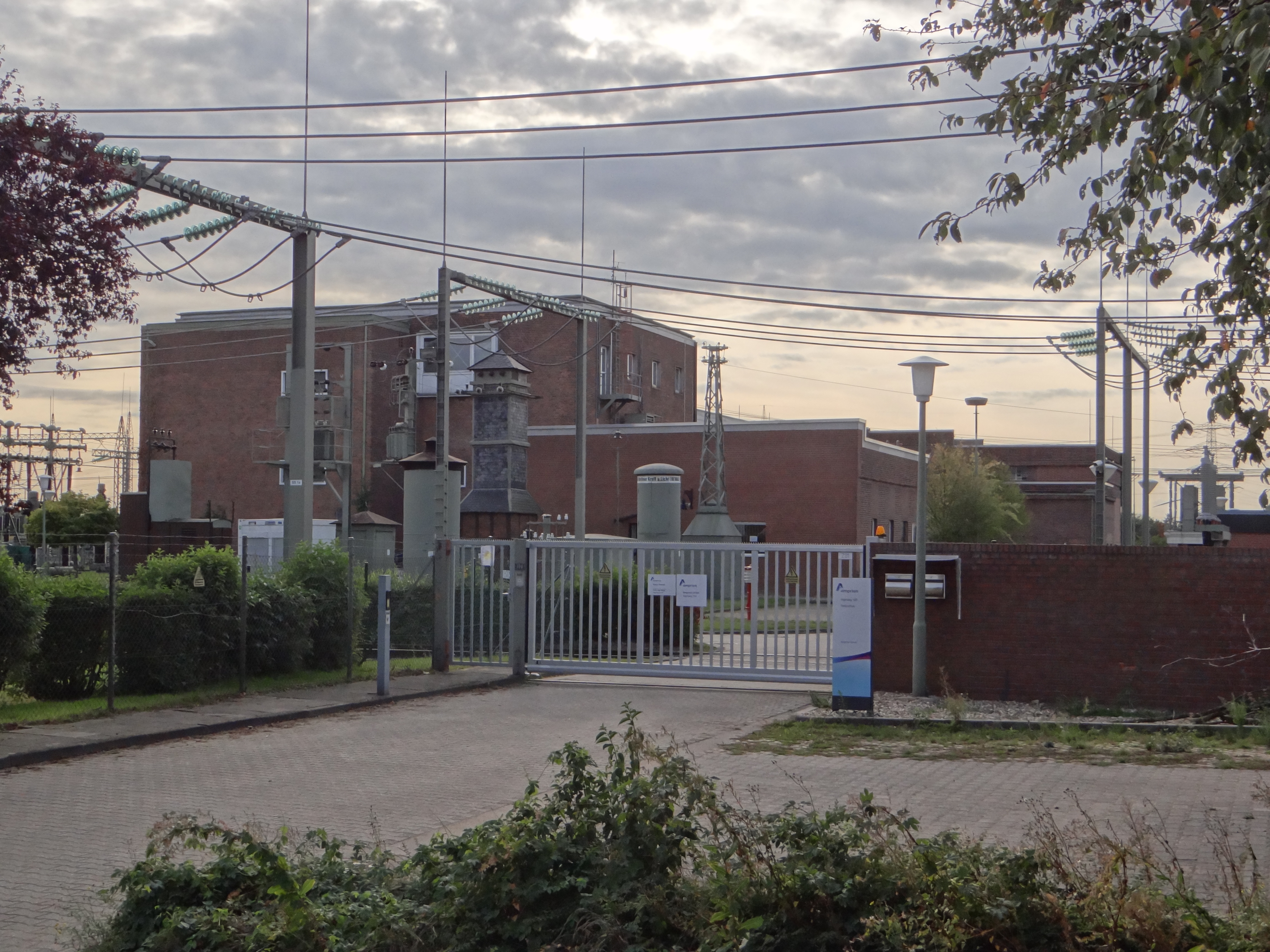
Gebäude der Elektrothek

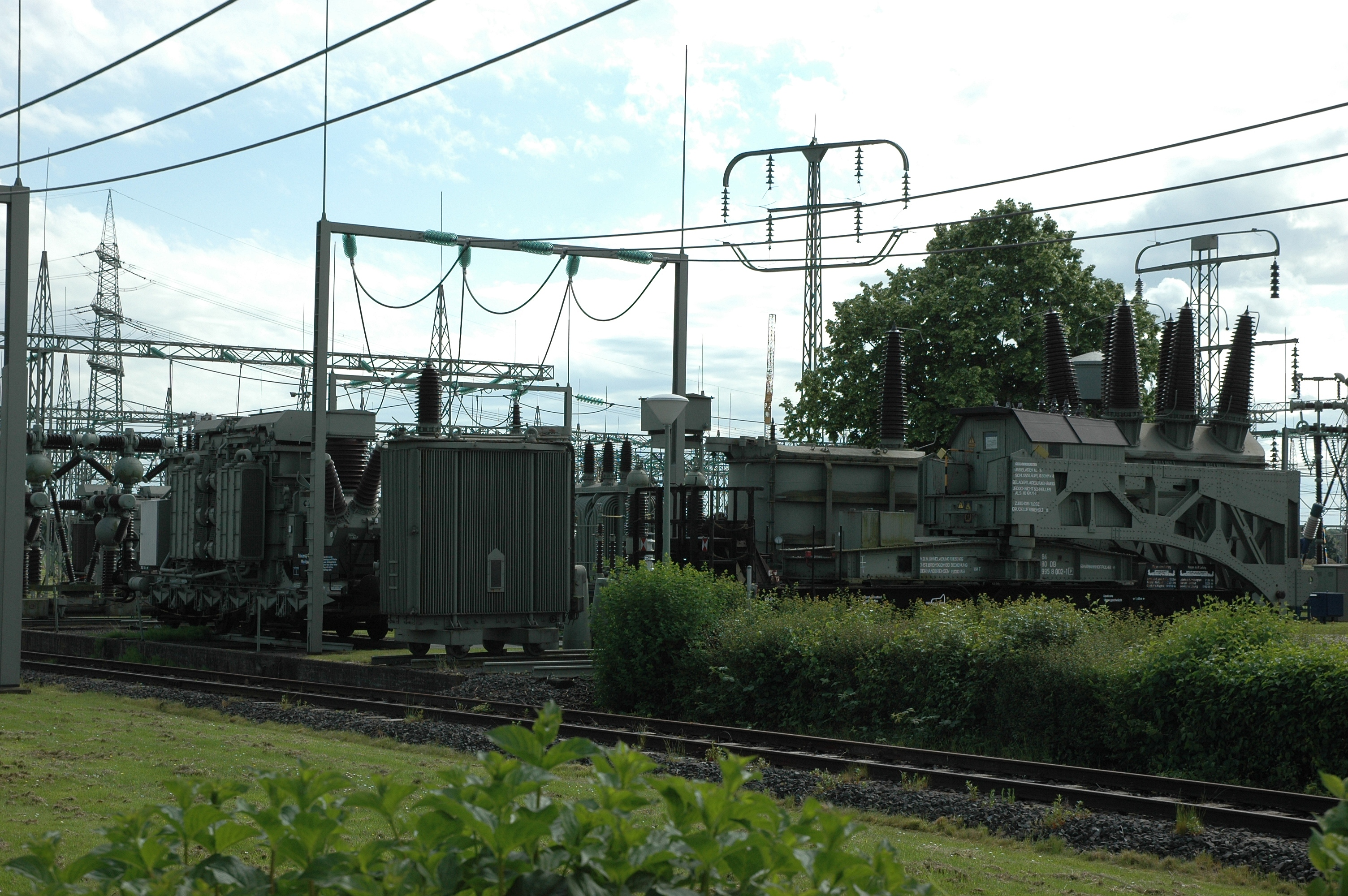
Außengelände der Elektrothek

Die Elektrothek Osterath ist ein Technikmuseum für Hochspannungstechnik in Meerbusch-Osterath im Rhein-Kreis Neuss (Nordrhein-Westfalen). Es befindet sich auf dem Gelände der Umspannanlage Osterath der Amprion GmbH. Betrieben wird das Museum von dem Verein Elektrothek e. V.

## Geschichte
1978 legte die RWE in Krefeld den Grundstock für die Sammlung, die als einmalig in Deutschland gilt. Das Museum wurde auf Initiative eines RWE-Beschäftigten gegründet und 1981 eröffnet. Es wird von ehemaligen Beschäftigten der RWE betreut, die auch durch das Museum und die Sammlung auf der Freifläche führen.

## Ausstellung
Das Museum im Rundsteuergebäude hat eine Fläche von 900 m²; der Außenbereich ist 2000 m² groß. Zu den mehr als 2000 Exponaten zählen unter anderem eine Schalttafel eines Kraftwerks von 1921 und ein Mast der ersten 110-kV-Leitung Lauchhammer–Riesa. Ein weiteres Ausstellungsobjekt ist eine Schalttafel der Marienbasilika im Wallfahrtsort Kevelaer, mit der die Beleuchtung der Weihnachtskrippe, des Ewigen Lichts und eines Sterns bedient wurde. Eine weitere Schalttafel aus dem Jahr 1924 befand sich in Meiderich in der Kokerei von Thyssen. Gezeigt werden außerdem historische Haushaltsgeräte, Überspannungsableiter, Gleichstromerzeuger oder Spannungsumwandler. Weitere Objekte sind auf dem Freigelände zu sehen.
Aus Sicherheitsgründen ist der Besuch nur geführt möglich.